# O dwóch takich, co ukradli księżyc cz. 2
O dwóch takich, co ukradli księżyc cz. 2 – szósty album zespołu Lady Pank, wydany w 1988 roku przez wydawnictwo PolJazz.
Piosenki z płyty są ilustracją muzyczną do serialu rysunkowego dla dzieci pod tym samym tytułem. Płyta jest II częścią bajkowych piosenek, poprzednia I część została wydana w 1986 roku pt. O dwóch takich, co ukradli księżyc. Kilka lat później już na płycie CD zostały wydane wszystkie piosenki znajdujące się wcześniej na obu longplayach. Jednakże w trakcie nagrywania muzyki do  filmu animowanego powstało około 40 utworów. Najbardziej znanym spośród utworów niewydanych na płytach długogrających jest „Rysunkowa postać”, utwór ten znalazł się na singlu razem z „Raportem z N.” oraz na późniejszych składankach. Również pięć innych utworów instrumentalnych nie zostało wydanych choć znalazły się na ścieżce dźwiękowej do tego filmu (m.in. „Wędrówka osła” i „Zapiecko”). Prawie wszystkie ścieżki dźwiękowe tego albumu zostały nagrane przez Jana Borysewicza.

## Lista utworów
Strona A
1. „Dwie głowy, dwie szyje” (muz. J. Borysewicz; sł. J. Cygan) – 3:30
2. „Nastrój po upadku Jacka i Placka” (muz. J. Borysewicz) – 0:50
3. „Spadanie z tęczy” (muz. J. Borysewicz) – 3:10
4. „Piosenka o zbójach” (muz. J. Borysewicz; sł. J. Cygan) – 2:30
5. „Pościg za rybami” (muz. J. Borysewicz) – 0:50
6. „Lawina” (muz. J. Borysewicz) – 1:50
7. „W drogę... do krainy leniuchów” (muz. J. Borysewicz; sł. J. Cygan) – 4:40
8. „Jaskinia” (muz. J. Borysewicz) – 2:50

Strona B
1. „Kto przygód zna smak” (muz. J. Borysewicz; sł. J. Cygan) – 4:55
2. „Balony” (muz. J. Borysewicz) – 1:55
3. „Ktoś ukradł księżyc” (muz. J. Borysewicz; sł. J. Cygan) – 3:00
4. „Powrót do drzewa” (muz. J. Borysewicz) – 2:40
5. „Każdy kij ma dwa końce” (muz. J. Borysewicz; sł. J. Cygan) – 2:45
6. „Hymn czarownika” (muz. J. Borysewicz) – 2:10

## Muzycy
- Jan Borysewicz – śpiew, gitara prowadząca, gitara basowa, perkusja, instrumenty klawiszowe
- Janusz Panasewicz – śpiew (utwory: 7, 11)
- Rafał Paczkowski – instrumenty klawiszowe